# روبن لوفتوس-چیک
روبن ایرا لوفتوس-چیک (انگلیسی: Ruben Ira Loftus-Cheek؛ زادهٔ ۲۳ ژانویهٔ ۱۹۹۶) یک بازیکن فوتبال اهل انگلستان است که برای باشگاه میلان بازی می‌کند.
وی فوتبال از هشت سالگی در آکادمی باشگاه چلسی شروع کرده و در فصل ۲۰۱۴–۲۰۱۵ توانسته وارد ترکیب اصلی این تیم شود، لوفتوس-چیک اولین بازی خود را برای تیم چلسی در تاریخ ۳۱ ژانویه ۲۰۱۵ برابر منچستر سیتی انجام داده‌است.